# B2 (Zypern)
Die B2 ist eine Hauptstraße erster Ordnung in Zypern. Sie verbindet die Hauptstraße B1 mit der Küstenstadt Larnaka im Südosten der Insel auf einer Strecke von etwa 27 km.

## Verlauf
Die B2 beginnt in dem Ort Pera Chorio in einer Einmündung auf die B1. Von hier aus verläuft sie parallel zur Autobahn 2, welche die überregionale Bedeutung der B2 ersetzt, nach Südosten durch die Orte Dali und Lympia. Dabei durchquert die Straße kurz einen Teil der grünen Linie zwischen dem Süd- und Nordteil.
Nach Kreuzung der A2 bildet sie ab dem Autobahnkreuz zwischen A2 und A3 eine Verlängerung der A2 in das Stadtgebiet von Larnaka hinein. In der Stadt ist die B2 deshalb vierspurig. Im Zentrum von Larnaka endet die B2 in der Nähe des Endes der B4.